# Yasna Provoste
Pour les articles homonymes, voir Provoste.
Yasna Provoste Campillay, née le 16 décembre 1969 à Vallenar, est une femme politique chilienne.

## Biographie
Elle naît le 16 décembre 1969 dans une famille d'origine diaguita.
Elle est ministre de la Planification et de la Coopération du 1er octobre 2004 au 11 mars 2006 et ministre de l'Éducation du 14 juillet 2006 au 16 avril 2008.
Elle a été démise de ses fonctions par le Parlement chilien sous l'accusation d'être indirectement responsable d'une vaste opération de corruption au sein de son administration. Les parlementaires ont considéré que Yasna Provoste avait été mise au courant de cette affaire, mais n'avait pas su réagir rapidement pour faire toute la lumière sur ces malversations.
Yasna Provoste a été remplacée par Mónica Jiménez, rectrice de l'université catholique de Temuco, dépendante de l’archevêque de l’église catholique de la 9e Région du Chili.